# Station Horyniec Zdrój
Station Horyniec Zdrój is een spoorwegstation in de Poolse plaats Horyniec-Zdrój.